# Club des Cent Cols
Il Club des Cent Cols (traducibile come Club dei cento colli) è un’associazione di cicloturisti appassionati di ciclismo in montagna.
Possono aderire all’associazione cicliste e ciclisti di tutti i paesi, sono accettati tutti i tipi di biciclette, purché siano alimentate dalla sola forza muscolare e non con assistenza elettrica: bici da strada, MTB, gravel, handbike, bicicletta reclinata, monociclo, tandem, ecc.
C'è solo una condizione: aver scalato cento passi diversi, cinque dei quali oltre i 2.000 metri. La dichiarazione è fatta "sull'onore" e il club fa affidamento sull'onestà e sulla bontà sportiva del nuovo socio.
I passi possono essere attraversati in qualsiasi parte del mondo, ma devono far parte dei 129 cataloghi che attualmente coprono 166 paesi e territori

## Storia
Nel 1970, il francese Jean Perdoux, mentre scalava il Col Luitel sopra Grenoble (Isère), annunciò agli amici che lo accompagnavano che quello era il suo centesimo passo.
Si è poi reso conto che non era l'unico a contare i suoi passi. Presidente del Vélo Club d'Annecy, membro del comitato esecutivo della "Federazione Francese di cicloturismo", nell'ottobre 1971 pubblicò sulla rivista federale un'inchiesta sulla possibile creazione di un Club dei «Cent cols».
Sorpreso dal numero di risposte ricevute - all'epoca per posta - con quasi 200 lettere, dalla Francia e dall'estero, Jean Perdoux agì per la creazione del Club des Cent Cols. Il Club è diventato ufficiale nel 1972.. Prima come semplice sezione del Vélo Club d'Annecy, poi come club a tutti gli effetti nel 1997. Al momento della sua creazione è stato redatto un regolamento che è tuttora valido.
I soci del club sono cresciuti rapidamente. Il primo membro inglese si è iscritto nel 1972, i primi membri italiani e svizzeri nel 1973, e il numero di membri è aumentato costantemente fino a superare gli 8.000 attuali, di cui 2.000 sono membri attivi (in regola con le quote annuali) provenienti da 16 Paesi. Alcuni membri del club sono famosi, come il vignettista Jacques Faizant, i campioni di ciclismo Eddy Merckx e Bernard Thévenet.

## I cataloghi dei passi
Sul campo è possibile trovare una moltitudine di configurazioni di passi. Il Club des Cent Cols ha adottato questa definizione di "passo": un punto di passaggio con un carattere topografico privilegiato, imposto dal rilievo, situato su uno spartiacque e diverso da una cima. Tutti i passi di tutti i suoi cataloghi sono stati convalidati, uno per uno, come rispondenti a questa definizione.
Il primo catalogo dei passi è stato pubblicato nel 1973. Nel 1977 è stato pubblicato il primo elenco completo dei passi stradali francesi e nel 1978 il primo elenco completo dei passi svizzeri. Questi erano gli inizi di un'importante collezione di cataloghi di passi. Robert e Monique Chauvot hanno pubblicato un primo catalogo dei passi di Francia nel 1982, seguito 10 anni dopo dal catalogo (esaustivo) dei passi di Francia, il riferimento per la Francia per tutti i "centocolisti". Oggi, a 50 anni dalla sua creazione, il club Cent Cols ha completato la produzione e la pubblicazione (in formato cartaceo e informatico) di 129 cataloghi di passi che coprono tutto il mondo in 166 Paesi e territori.
Questi cataloghi di passi sono disponibili in 6 lingue (francese, inglese, italiano, tedesco, spagnolo, olandese) e ogni passo è descritto in dettaglio: i suoi diversi nomi, nella lingua locale e tradotti, le sue coordinate geografiche in diversi sistemi (UTM, WPS...), in tutto più di 30 campi descrittivi per passo.

## Attività Cent Cols
Per incoraggiare la raccolta dei passi, il club propone:
- le "Randonné Permanenti": si tratta di circuiti da percorrere in uno o più tratti, al proprio ritmo, e che consentono di superare almeno 100 passi. Attualmente ne esistono 24, di cui 2 in Germania (Foresta Nera),), 2 in Spagna, 2 in Svizzera e 1 in Italia.
- Brevetti dei passi stradali: attraversamento di tutti i valichi stradali di un Paese o di una divisione amministrativa (dipartimento, regione, provincia, cantone, ecc.).
- Challenge, ad esempio l'attraversamento di tutti i passi stradali dello spartiacque alpino.
Oltre alla raccolta di passi, l'obiettivo del club è quello di favorire la coesione, gli scambi, gli incontri e l'amicizia tra i suoi membri. 
Ogni anno il Club organizza per i suoi membri tre incontri in una regione montana, in Francia o altrove. Spagna, Italia, Svizzera e Germania sono mete abituali. Questi incontri riuniscono da 100 a 250 membri per un periodo che va dai 3 ai 7 giorni.
Il gusto dell'impegno sportivo, la gioia di pedalare, da soli o in gruppo, su tutte le montagne, in tutti i paesi del mondo, la passione condivisa da migliaia di colleghi, il piacere di scoprire luoghi che sarebbero rimasti sconosciuti, l'amicizia e l'aiuto reciproco sono i valori che accomunano i «centcolistes».